# Kapingamarangi (taal)
Het Kapingamarangi of Kirinit is een Austronesische taal die door 3000 mensen in de Micronesische deelstaat Pohnpei wordt gesproken.
Zoals de naam doet vermoeden wordt de taal op het gelijknamige atol annex gemeente gesproken (1500 sprekers), maar ook in het dorp Porakiet, een Kapingamarangikolonie op het Pohnpeiaanse vasteland (eveneens 1500 sprekers).
Het Kapingamarangi behoort niet tot de Micronesische talen, maar tot de Centraal-Pacifische talen; het is meer bepaald een Elliceaanse taal, en is dus het meest verwant met het Nukumana, Nukuoro, Nukuria, Ontong Java, Sikaiana, Takuu en Tuvaluaans.

## Classificatie
- Austronesische talen (1268)
  - Malayo-Polynesische talen (1248)
    - Centraal-Oostelijke talen (708)
      - Oost-Malayo-Polynesische talen (539)
        - Oceanische talen (498)
          - Centraal-Oost-Oceanische talen (234)
            - Afgelegen Oceanische talen (199)
              - Centraal-Pacifische talen (45)
                - Oost-Fijisch-Polynesische talen (42)
                  - Polynesische talen (38)
                    - Kern-Polynesische talen (36)
                      - Samoïsch-Afgelegen talen (23)
                        - Elliceaanse talen (8)
                          - Kapingamarangi